# Duszoty
Duszoty – wieś w Polsce położona w województwie kujawsko-pomorskim, w powiecie rypińskim, w gminie Brzuze.
W latach 1975–1998 miejscowość należała administracyjnie do województwa włocławskiego.